# 重铬酸铯
重铬酸铯是一种无机化合物，化学式为Cs2Cr2O7。

## 制备
重铬酸铯可由重铬酸钠和氯化铯或硫酸铯在70~80 °C混合，冷却后过滤沉淀，洗涤、重结晶得到。它也可由碳酸铯和三氧化铬反应制得：
Cs2CO3 + 2 CrO3 → Cs2Cr2O7 + CO2↑

## 性质
重铬酸铯可以和叠氮化钡反应，得到叠氮化铯。它和三氟化溴反应，可以得到CsCrOF4。它和五氧化二钒在430-550 °C反应，可以得到CsCrV2O7：
2 Cs2Cr2O7 + 4 V2O5 → 4 CsCrV2O7 + 3 O2↑
它和草酸、草酸铯在溶液中混合，缓慢挥发溶剂可以结晶出暗蓝色的Cs3[Cr(C2O4)3]·2H2O。